# ماريا بياتريث دي النمسا-إستي
ماريا بياتريث أنا فرانثيسكا (بالإسبانية: María Beatriz de Austria-Este)‏ أرشيدوقة إستي، وُلدت في مودينا في إيطاليا في 13 فبراير عام 1824. وكانت تعد أميرة مودينا بحكم مولدها وأميرة إسبانيا ودوقة مونتيثون بزواجها من خوان الثالت، دوق مونتيثون. وتُوفيت في غراتس في النمسا في 18 مارس عام 1906.